# 憚り天使
『憚り天使』（はばかりてんし、英題：Angel in the Toilet）は、1999年に製作された今泉浩一監督による日本映画。

## 解説
1990年代にピンク映画俳優として活動していた今泉浩一の初監督作品として制作した短編映画である。台詞を排し、監督自らが主人公の天使を演じた。

## キャスト
- ヒロキ：鳴海宏基
- コウイチ／キューピー：今泉浩一
- 手を伸ばす男：NAO
- 百合を受け取る少年：芦間孝之
- 謎の登山家：小林節彦
- 深夜に訪れた少年：長谷川知嗣
- 水鉄砲で撃たれる男：MASA

## 上映
1999年
- 7月16日〜: 東京国際レズビアン&ゲイ映画祭